# Chapter Four: The Body
|ant=Chapter Three: Holly, Jolly|prox=Chapter Five: The Flea and the Acrobat|exibição_data=15 de julho de 2016|duração=50 minutos|lista de episódios=Lista de episódios de Stranger Things}}
"Chapter Four: The Body" é o quarto episódio da primeira temporada da série de televisão estadunidense de ficção científica e suspense Stranger Things, lançado com a temporada completa em 15 de julho de 2016, na plataforma de streaming Netflix. Escrito por Jason Doble e dirigido por Shawn Levy, o episódio mostra os problemas de Joyce não acreditar na suposta morte de Will e a aproximação de Nancy e Jonathan em relação ao desaparecimento de Barb e o misterioso monstro.

## Enredo
Hopper diz a Joyce que as visões que ela está tendo de estar se comunicando com o Will e o monstro que saiu da parede da sua casa estão tudo em sua mente, porém ela se recusa a acreditar que Will esteja morto. Onze consegue provar para Mike que Will não está morto após fazer contato com ele no walkie-talkie, onde é possível ouvir ele cantar a música "Should I Stay or Should I Go". Após uma discussão, Mike, Dustin e Lucas acreditam que Will está preso no "vale das sombras", mas Onze o chama de "mundo invertido".
Após ir ao necrotério, Joyce ainda está convencida que aquele não era Will, após ver que o corpo não tinha uma marca de nascença. Hopper passa a estranhar a situação quando descobre que a autopsia não foi feita por Gary (Mark Withers), o legista da cidade, e sim pelos funcionários do governo. Jonathan estava preparando o funeral de Will, mas tem uma briga com Joyce por ele não acreditar que Will está vivo. Nancy vai atrás de Jonathan e lhe pergunta sobre a foto que ele tirou de Barb antes dela desaparecer. Nancy descreve o monstro da fotografia como o mesmo que ela viu correndo pela floresta. Jonathan percebe que Nancy está descrevendo o monstro que Joyce viu rastejando para fora da parede, levando-o a questionar se sua mãe realmente está dizendo a verdade.
Mike e os meninos fazem uma transformação em Onze, colocando uma peruca loira e um vestido antigo de Nancy, já que eles querem a levar para a estação de rádio da escola para se comunicar com Will. Na escola, o professor Scott Clarke os deixam usar a sala do rádio, mas depois que ambos comparecerem a quadra para uma homenagem a Will. Durante o discurso, Mike ouve Troy e James debocharem da morte de Will, e irritado, os confronta. Antes que Troy atacasse Mike, Onze usa seus poderes e congela Troy, fazendo o mesmo fazer xixi na calça e seus colegas começam a rir dele.
Paralelo a isso, no Laboratório Nacional de Hawkins, um dos funcionários vai até o portal da dimensão alternativa ligado a uma linha de segurança, porém o monstro o captura e o mata, sem dá tempo da equipe o resgata-lo a tempo. Joyce e Jonathan estão ficando convencidos que Will não está morto, enquanto Hopper questiona Gary em um bar, onde descobre que seis oficiais do governo estão com o corpo de Will. Após essa descoberta, Hopper invade o necrotério e entra na sala onde o corpo está, e ao fazer um corte com um bisturi, descobre que o corpo está cheio de algodão, provando que era um cadáver falso.
Joyce está cada vez aflita em sua casa quando começa a ouvir Will chamando seu nome. Ela acredita que está vindo de dentro de suas paredes e, na tentativa de resgatar seu filho, rasga o papel de parede, onde encontrar Will apavorado em outra dimensão. Onze e os meninos conseguem ouvir a conversa de Joyce e Will pelo rádio, no entanto, o rádio pega fogo e explode, antes que eles possam fazer mais contato. Joyce ainda está falando com Will e diz a Will para se esconder enquanto o monstro está voltando. Joyce destrói a parede com um machado, tentando chegar até Will, mas, infelizmente, ela só consegue quebrar a parede de sua varanda. À noite, Hopper volta à área restrita do Laboratório Nacional de Hawkins e tenta invadir.